# Spinosuchus
Spinosuchus (betekent 'doornkrokodil') is een geslacht van trilophosauride allokotosauriërs uit het Laat-Trias van Texas, het zuiden van de Verenigde Staten. Het is in de loop van zijn geschiedenis toegewezen aan verschillende groepen, van coelophyside dinosauriërs tot Pseudosuchia tot onzekere theropode dinosauriërs en tot Proterosuchidae. Deze onzekerheid is niet ongebruikelijk, aangezien het alleen bekend was van een slecht geconserveerde, gedeeltelijke wervelkolom van een dier dat leefde in een tijd van diverse, slecht bekende reptielengroepen. Nieuw verzameld materiaal en recente fylogenetische studies van vroege archosauromorfen suggereren echter dat het een geavanceerde trilophosauride vertegenwoordigt die zeer nauw verwant is aan Trilophosaurus.

## Geschiedenis
In 1922 beschreef Ermine Cowles Case een gedeeltelijke wervelkolom (UMMP 7507) die hij in 1921 had ontdekt in de Tecovasafzetting van de Dockum-formatie uit het Laat-Trias in het Carnien van Crosby County, Texas, als een Coelophysis sp. (Coelophysis was destijds ook slecht bekend). Hij schatte het op ongeveer 2,5 meter lang. Er werd aanvullend materiaal naar verwezen, waaronder een dijbeen (UMMP 3396), een darmbeen (UMMP 8870) en een basicranium (UMMP 7473). Deze extra overblijfselen zijn sindsdien erkend als behorend tot een verscheidenheid aan andere dieren uit het Trias, die destijds allemaal slecht bekend of onbekend waren: het dijbeen van een lid van de Aetosauria, mogelijk Desmatosuchus, het darmbeen van een herrerasauride, ofwel Chindesaurus of Caseosaurus, afhankelijk van de taxonomische autoriteit, en het basicranium van de rauisuchide Postosuchus.
Friedrich von Huene erkende het in 1932 als een nieuw geslacht en benoemde het ter ere van Case. Hij beoordeelde het als een podokesauride. Sinds de jaren 1970 wordt het echter als een niet-dinosauriër beschouwd. Echter, een recensie van Hunt et al. in 1998 suggereerde dat het een theropode was, mogelijk een herrerasauride, waarbij de holle centra werden genoemd als bewijs voor affiniteiten met dinosauriërs. In een samenvatting voor de bijeenkomst van de Society of Vertebrate Paleontology in 1999 en zijn niet-gepubliceerde proefschrift, erkende Richards dat het een verscheidenheid aan kenmerken had die apomorf zijn voor verschillende subgroepen van dinosauriërs, maar dat deze ook worden gevonden in verschillende basale archosauriërgroepen, en dat de slecht bewaarde, vervormde en gereconstrueerde wervels geen bewijs bieden voor toewijzing aan een van de grotere groepen in de Archosauria; het vertoont echter enige gelijkenis met de Trilophosauria. Nader onderzoek, als onderdeel van een grotere reeks artikelen over de evolutie van dinosauriërs in het Laat-Trias door Sterling Nesbitt, Randall Irmis en William Parker, beschouwde Spinosuchus als een geldig geslacht. De auteurs konden het echter niet classificeren buiten een algemeen Archosauriformes en waren het niet eens met Richards' Trilophosauria-hypothese. Justin Spielmann e.a. publiceerden in 2009 een herbeschrijving waarin werd geconcludeerd dat Spinosuchus een trilophosauride was die nauw verwant was aan Trilophosaurus.
Nesbitt et al. (2015) voerden een fylogenetische analyse uit met de nadruk op verwantschappen binnen Allokotosauria en vonden Trilophosaurus jacobsi als nauwer verwant aan Spinosuchus caseanus dan aan de typesoort Trilophosaurus buettneri. Om deze mogelijkheid verder te testen, werden de holotypen van Spinosuchus caseanus en Trilophosaurus jacobsi afzonderlijk gescoord van de toegewezen skeletelementen uit de Kahle Trilophosaurus-steengroeve (verwezen naar Trilophosaurus jacobsi door Spielmann et al. (2008) of naar Spinosuchus caseanus door Spielmann et al. (2009)). Een fylogenetische analyse vond de drie in een monofyletische clade met uitsluiting van Trilophosaurus buettneri op basis van één enkele autapomorfie. Bovendien bleken de soorten Spinosuchus caseanus en Trilophosaurus jacobsi evenals het materiaal van de Kahle-steengroeve allemaal identiek te scoren, wat suggereert dat Trilophosaurus jacobsi niet alleen opnieuw aan Spinosuchus moet worden toegewezen, maar in feite het jongere synoniem is van zijn type en enige soort (Spinosuchus caseanus). Nesbitt et al. (2015) onthield zich van het officieel synoniem maken van de twee taxa in afwachting van verdere studie van andere geavanceerde trilophosauriden.